# Челутай (Бурятія)
Челутай (рос. Челутай) — селище залізничної станції Заіграєвського району, Бурятії Росії. Входить до складу Сільського поселення Челутаєвське.
Населення — 458 осіб (2015 рік).